# Rozšířená reálná čísla
Rozšířená reálná čísla (značení {\displaystyle \mathbb {R} ^{*}\,\!}) je název používaný v matematické analýze pro množinu {\displaystyle \mathbb {R} \cup \{+\infty ,-\infty \}\,\!}, tedy pro reálná čísla rozšířené o dva symboly pro kladné a záporné nekonečno.
Jejich hlavní přínos spočívá v tom, že je možné pomocí nich definovat některé matematické pojmy pro několik situací zároveň, což definici zkrátí a zpřehlední. Například v definici pro limitu funkce {\displaystyle y=\lim _{x\to x_{0}}f(x)\,\!} je potřeba ošetřit celkem devět možností: {\displaystyle x_{0}\,\!} i {\displaystyle y\,\!} může být reálné číslo, {\displaystyle -\infty \,\!} nebo {\displaystyle +\infty \,\!}; pomocí rozšířených reálných čísel je možno těchto devět možností vyjádřit jednou formulí.

## Aritmetické operace a uspořádání

### Aritmetické operace

#### Sčítání a odčítání
Definovat zde budeme pouze sčítání. Všimneme si, že odčítání je v něm již zahrnuto, např. {\displaystyle \infty +(-4)=\infty -4} .
- {\displaystyle \forall x\in \mathbb {R} ^{*}\setminus \{-\infty \}:(\infty +x)=(x+\infty )=\infty }

- {\displaystyle \forall x\in \mathbb {R} ^{*}\setminus \{\infty \}:(-\infty +x)=(x+(-\infty ))=-\infty }

- {\displaystyle -(\infty )=-\infty }
- {\displaystyle -(-\infty )=\infty }

Definice je poměrně přirozená, jelikož zachovává zvyklosti z reálných čísel a „s nekonečnem operuje nekonečně“. První dva body říkají, že když k nekonečnu cokoli přičteme, dostaneme opět nekonečno (vyjma nekonečna s opačným znaménkem). To dává smysl i nematematicky: když přidáme nebo ubereme z něčeho nekonečného, pořád toho bude nekonečně. Druhé dva body přesně kopírují chování reálných čísel, např. {\displaystyle -(4)=-4} a také {\displaystyle -(-\pi )=\pi }.

#### Násobení a dělení
- {\displaystyle \forall x\in \mathbb {R} ^{*},x>0:(\pm \infty )*x=x*(\pm \infty )=\pm \infty }
- {\displaystyle \forall x\in \mathbb {R} ^{*},x<0:(\pm \infty )*x=x*(\pm \infty )=\mp \infty }
- {\displaystyle \forall x\in \mathbb {R} :\left({\frac {x}{\pm \infty }}\right)=0}

I v tomto případě dává definice dobrý smysl. První dva body opět kopírují vlastnosti násobení reálných čísel, např. {\displaystyle 4*(-8)=-32} nebo {\displaystyle (-7)*(-2)=14} , neboli násobení s nekonečnem nakládá stejně, jako by to bylo obyčejné reálné číslo. Poslední bod si můžeme představit následovně. Zvolme si x = 1 (pro jednoduchost). Místo nekonečna si postupně dosazujme větší a větší čísla 10, 100, -1000, {\displaystyle 10^{10}} , {\displaystyle -10^{1000}} atd. Zlomek se tím více přibližuje nule, čím větší číslo do jmenovatele dosadíme (čím větší číslo v absolutní hodnotě). Proto když do jmenovatele dosadíme nekonečně velké číslo, celý zlomek bude roven nule.

#### Absolutní hodnota
- {\displaystyle |\pm \infty |=\infty }

Stejně tak absolutní hodnota se k nekonečnu chová jako k reálnému číslu.

### Nedefinované aritmetické operace
Výše nebyly definovány některé operace, jelikož neumíme říci, čemu by se měly rovnat, např.
- {\displaystyle \infty +(-\infty )}
- {\displaystyle (-\infty )+\infty }
- {\displaystyle \pm \infty *0}
- {\displaystyle 0*\pm \infty }
- {\displaystyle \left({\frac {\pm \infty }{\pm \infty }}\right)}
- {\displaystyle \left({\frac {x}{0}}\right),\forall x\in \mathbb {R} ^{*}}

Zvažme například, proč si neumíme poradit s posledním bodem. Pokusme se definovat {\displaystyle \left({\frac {x}{0}}\right)} obdobně, jak jsme definovali, že {\displaystyle \forall x\in \mathbb {R} :\left({\frac {x}{\pm \infty }}\right)=0}. Dosadíme x = 1 (pro jednoduchost) a místo nuly uvažujme malá čísla – 0,1 ; 0,0001; – 0,00000001; 0,0000000000001. Narážíme zde na problém – zlomek se sice neustále zvětšuje, ale když dosazujeme kladná a záporná čísla, zvětšuje se "jinam", totiž směrem k {\displaystyle \infty } a {\displaystyle -\infty }. A bohužel nelze říci, zdali by výsledek {\displaystyle \left({\frac {x}{0}}\right)} měl být spíše jedno, či druhé.

### Uspořádání
Množina reálných čísel je uspořádaná, tj. pro každá dvě čísla umíme říct, které z nich je větší, nebo že se rovnají, např. {\displaystyle 4>3} ; {\displaystyle e<\pi } ; {\displaystyle \left({\frac {3125}{625}}\right)=\left({\frac {65}{13}}\right)} . Nyní chceme definovat, jak jsou vůči těmto prvkům uspořádané nové dva prvky {\displaystyle +\infty ,-\infty }
- {\displaystyle \forall x\in \mathbb {R} :-\infty <x}
- {\displaystyle \forall x\in \mathbb {R} :\infty >x}
- {\displaystyle -\infty <\infty }

## ε{\displaystyle \varepsilon }-okolí
Pojem „{\displaystyle \varepsilon -\,\!} okolí bodu {\displaystyle x\,\!}“ je označován {\displaystyle U_{\varepsilon }(x)\,\!} a má tuto definici:
Pro každé {\displaystyle x\in \mathbb {R} ^{*}\,\!} a {\displaystyle \varepsilon \in \mathbb {R} ^{+}\,\!} je
- {\displaystyle U_{\varepsilon }(x)=(x-\varepsilon ,x+\varepsilon )\,\!} pokud {\displaystyle x\in R\,\!}
- {\displaystyle U_{\varepsilon }(x)=\left\langle -\infty ,-{1 \over \varepsilon }\right)\,\!} pokud {\displaystyle x=-\infty \,\!}
- {\displaystyle U_{\varepsilon }(x)=\left({1 \over \varepsilon },+\infty \right\rangle \,\!} pokud {\displaystyle x=+\infty \,\!}

Prstencové okolí je pak ve všech případech definováno jako {\displaystyle P_{\varepsilon }(x)=U_{\varepsilon }(x)-\{x\}\,\!}.

### Okolí vs.ε{\displaystyle \varepsilon }-okolí
Množina {\displaystyle A\subseteq \mathbb {R} ^{*}\,\!} se nazývá okolím bodu {\displaystyle x\in \mathbb {R} ^{*}\,\!}, pokud obsahuje {\displaystyle \varepsilon }-okolí bodu x pro nějaké ε>0. A se nazývá prstencovým okolím x, pokud neobsahuje x, ale pro nějaké ε>0 obsahuje jako podmnožinu nějaké prstencové ε-okolí bodu x.
Tyto definice jsou ekvivalentní s topologickými definicemi pojmu okolí a ε-okolí při níže uvedené topologii.

## Topologie
Na {\displaystyle \mathbb {R} ^{*}\,\!} lze zavést strukturu topologického prostoru tak, že množina je otevřená, právě když s každým svým prvkem obsahuje nějaké jeho okolí.
Tato topologie je sice metrizovatelná, ale žádná z metrik, která ji indukuje, není na reálných číslech (tj. na {\displaystyle \mathbb {R} \subsetneq \mathbb {R} ^{*}\,\!}) totožná s obvyklou metrikou. Příkladem metriky, která tuto topologii indukuje, je zobrazení {\displaystyle d(x,y)=|\operatorname {arctan} (x)-\operatorname {arctan} (y)|\,\!}, pokud funkci arctan dodefinujeme (pouze pro účely této definice) tak, že {\displaystyle \operatorname {arctan} (+\infty )={\pi  \over 2}\,,\operatorname {arctan} (-\infty )=-{\pi  \over 2}\,\!}.

## Limita posloupnosti
Rozšířená reálná čísla umožňují jedním vzorcem definovat limitu posloupnosti {\displaystyle a=\lim _{n\to +\infty }a_{n}\,\!} pro konečné i nekonečné {\displaystyle a} .
Budiž {\displaystyle a_{n}\,\!} posloupnost reálných čísel a {\displaystyle a\in \mathbb {R} ^{*}\,\!}. Řekneme, že {\displaystyle a=\lim _{n\to +\infty }a_{n}\,\!}, pokud
{\displaystyle (\forall \epsilon \in \mathbb {R} ^{*})(\exists n_{0}\in \mathbb {N} )(\forall n>n_{0})a_{n}\in U_{\epsilon }(a)\,\!}
Tato definice konvergence posloupnosti je ekvivalentní s konvergencí v topologickém prostoru při výše uvedené topologii.

## Limita funkce
Rozšířená reálná čísla umožňují definovat limitu funkce jedním vzorcem pro konečné i nekonečné {\displaystyle x_{0}} a {\displaystyle y}:
Je-li {\displaystyle f:D_{f}\subseteq \mathbb {R} \to \mathbb {R} \,\!} funkce, {\displaystyle y\in R^{*}} a {\displaystyle x_{0}\in R^{*}} takové, že {\displaystyle x_{0}} leží v uzávěru {\displaystyle D_{f}\,\!} ( definiční obor {\displaystyle D_{f}\,\!} sice obsahuje jen konečná čísla, ale v jeho uzávěru – viz topologie na {\displaystyle R^{*}} – může ležet i nekonečno), pak říkáme, že
{\displaystyle y=\lim _{x\to x_{0}}f(x)\iff \forall \epsilon \in \mathbb {R} ^{+}\exists \delta \in \mathbb {R} ^{+}:f[P_{\delta }(x_{0})]\subseteq P_{\epsilon }(f(x_{0}))\,\!}
Tato podmínka je ekvivalentní s tvrzením, že pro každé okolí {\displaystyle U_{1}} bodu {\displaystyle y} existuje prstencové okolí {\displaystyle P_{2}} bodu {\displaystyle x_{0}} takové, že obraz {\displaystyle P_{2}} leží v {\displaystyle U_{1}} (tj. {\displaystyle f[P_{2}]\subseteq U_{1}\,\!}).
Důkaz ekvivalence: Pokud je y je limitou v prvním smyslu a chceme ověřit druhou formulaci, pak ε zvolíme tak, aby {\displaystyle U_{\epsilon }(x)\subseteq U_{1}\,\!}. Definice v prvním smyslu nám zaručuje existenci {\displaystyle \delta } s příslušnou vlastností; poté {\displaystyle P_{2}} zvolme jako {\displaystyle P_{\delta }(x)}. Naopak pokud y je limitou v druhém smyslu a máme dokázat spojitost pro nějaké ε>0, pak zvolíme {\displaystyle U_{1}=U_{\epsilon }(x)} a {\displaystyle \delta } zvolíme tak, aby {\displaystyle P_{\delta }(x)\subseteq P_{2}}.